# バトルレーサーズ
『バトルレーサーズ』は、1995年3月17日に日本のバンプレストから発売されたスーパーファミコン用ソフトレースゲーム。
SDにディフォルメされたロボットアニメや特撮作品のキャラクターが戦うクロスオーバー作品『コンパチヒーローシリーズ』の1つ。仮面ライダーZO、ウルトラマンパワード、V2ガンダム、ロアの4人のヒーローが、スケボーやローラースケートを身につけレースで対決する。
開発は港技研が行い、プロデューサーはPlayStation用ソフト『メガチュード2096』（1996年）を手掛けた下道隆、企画はPCエンジン用ソフト『はにいいんざすかい』（1989年）を手掛けた熊倉賢一、音楽はセガのアーケードゲーム『ゲイングランド』（1988年）を手掛けた林克洋が担当している。

## ゲーム内容

### システム
- ゲームは1プレーヤーモードと2プレーヤーモードがあり、1プレーヤーモードではグランプリとタイムアタック、2プレーヤーモードではグランプリ、VSグランプリ、グレイトバトルをプレイすることができる。
- グランプリにはヒーローカップ、ガチャポンカップ、メガヒーローカップ、ラストヒーローカップの4つのカップがあるがラストヒーローカップは他の3つのカップで優勝しないとプレイすることはできない。
- レースは通常キャラクター4人と2P用色違いからランダム2人の計6人で争う。キャラクターにはHPゲージがあり、障害物、壁やアイテムによる妨害などのダメージを受けてゲージが0になった場合はリタイアになる。
- コース中のアイテムを取ればそれを使用することができる。ただし、持てるアイテム1つだけである。

### アイテム
スピードアップ
一定時間内、加速する。
HPアップ
減った体力ゲージの回復。
無敵
一定時間内、ダメージを受けなくなる。
必殺
敵を攻撃する2つの弾を放つ。キャラによって攻撃の仕方が違う。
超必殺
敵レーサー全員にダメージを与え、一定時間動けないようにする。

## プレイヤーキャラクター
直前に発売されたグレイトバトルシリーズの『ザ・グレイトバトルIV』でプレイヤーキャラクターだった4人のヒーローが、本作でもプレイヤーキャラクターを務めている。
仮面ライダーZO
パワーユニット：タチバナレーシングSPL
アクロバッターに似たデザインのジェットスケボーでレースに参加する。2Pカラーは黒色の体にオレンジ色のスーツ、青色の目になっている。
必殺技は左右対称のジグザグ軌道で手前奥からプレイヤーに向かってくる火球、超必殺技は全ての敵レーサーを電撃で痺れさせる。
ウルトラマンパワード
パワーユニット：デュアルジェットエンジン
両肩にジェットエンジン、踵にローラーを装備してレースをする。2Pカラーは黒と青の2色にオレンジ色の目になっている。
必殺技は一直線に飛ぶ緑色の光球を放つ、超必殺技は全ての敵レーサーをスライム状にする。
V2ガンダム
パワーユニット：M.D.U.バージョン7
レース用のパーツを装着してレースに参加する。2Pカラーは緑色の地にオレンジのパーツになっている。
必殺技は左右に扇状の軌道をしながら前に進む電撃球、超必殺技は全ての敵レーサーを凍り付かせ氷に閉じ込める。
ロア
パワーユニット：リニアジェットブースター
裏面に妹のエミィの顔が描かれた浮遊するリニアボードでレースに参加する。2Pカラーは青色のアーマーに緑色の髪になっている。
必殺技は自分の周囲を回る2つのリングが重なったできた球、超必殺技は全ての敵レーサーを炎で燃やす。

## コース
ヒーローカップ
- ヒーローネイションコース1
- コンパチスカイコース1
- ガチャポン遺跡コース1
- コンパチスタジアムコース1

ガチャポンカップ
- コンパチレイクコース1
- スカイガーデンコース1
- コンパチ洞窟コース1
- コンパチスカイコース2
- ヒーローネイションコース2

メガヒーローカップ
- ガチャポン遺跡コース2
- コンパチスタジアムコース2
- コンパチ洞窟コース2
- コンパチレイクコース2
- スカイガーデンコース2
- ヒーロームーンコース1

ラストヒーローカップ
- スカイガーデンコース3
- ヒーローネイションコース3
- ヒーロームーンコース2
- ラストヒーローコース1

## スタッフ
- 企画：NICCHI KUMAKURA（熊倉賢一）
- メイン・プログラマー：田端紀行
- サブ・プログラマー：本田登
- スプライト・デザイナー：かやりゅうせいどう
- 背景デザイナー：NICCHI KUMAKURA（熊倉賢一）、かやりゅうせいどう
- サウンド：YEAR HAYASHI（林克洋）
- マップ・ヘルパー：HIROPON MACO、NINGENISU YOKO
- ディレクター：山田俊彦、金谷明
- プロデューサー：下道隆

## 評価
ゲーム誌『ファミコン通信』の「クロスレビュー」では7・6・7・4の合計24点（満40点）、『ファミリーコンピュータMagazine』の読者投票による「ゲーム通信簿」での評価は以下の通り、19.8点（満30点）となっている。
| 項目 | キャラクタ | 音楽 | お買得度 | 操作性 | 熱中度 | オリジナリティ | 総合 |
| 得点 | 3.1        | 3.2  | 3.2      | 3.5    | 3.6    | 3.2            | 19.8 |

## 関連商品
攻略本
- スーパーファミコン必勝法スペシャル バトルレーサーズ ISBN 9784766921823